# Спрінгертон (Іллінойс)
Спрінгертон (англ. Springerton) — селище (англ. village) в США, в окрузі Вайт штату Іллінойс. Населення — 101 особа (2020).

## Географія
Спрінгертон розташований за координатами 38°10′43″ пн. ш. 88°21′17″ зх. д. / 38.17861° пн. ш. 88.35472° зх. д. (38.178698, -88.354739).  За даними Бюро перепису населення США в 2010 році селище мало площу 0,32 км², уся площа — суходіл.

## Демографія
Згідно з переписом 2010 року, у селищі мешкало 110 осіб у 45 домогосподарствах у складі 27 родин. Густота населення становила 341 особа/км².  Було 56 помешкань (173/км²).
Расовий склад населення:
| - 97,3 % — білих - 1,8 % — корінних американців |

До двох чи більше рас належало 0,9 %. Частка іспаномовних становила 0,0 % від усіх жителів.
За віковим діапазоном населення розподілялося таким чином: 14,5 % — особи молодші 18 років, 69,1 % — особи у віці 18—64 років, 16,4 % — особи у віці 65 років та старші. Медіана віку мешканця становила 44,5 року. На 100 осіб жіночої статі у селищі припадало 107,5 чоловіків;  на 100 жінок у віці від 18 років та старших — 100,0 чоловіків також старших 18 років.
Середній дохід на одне домашнє господарство  становив 46 464 долари США (медіана — 46 125), а середній дохід на одну сім'ю — 61 577 доларів (медіана — 66 250). За межею бідності перебувало 9,2 % осіб, у тому числі 5,0 % дітей у віці до 18 років та 0,0 % осіб у віці 65 років та старших.
Цивільне працевлаштоване населення становило 48 осіб. Основні галузі зайнятості: сільське господарство, лісництво, риболовля — 29,2 %, виробництво — 18,8 %, роздрібна торгівля — 16,7 %.